# Pedal to the Metal (Blessed by a Broken Heart)
Pedal to the Metal è il secondo album in studio del gruppo glam metal/metalcore canadese Blessed by a Broken Heart, pubblicato nel 2008 dalla Century Media.

## Tracce
1. Intro – 1:55
2. She Wolf – 5:53
3. Show Me What You Got – 4:18
4. Move Your Body – 3:32
5. She Is Dangerous – 3:51
6. To Be Young – 4:16
7. Doin' It – 3:34
8. Blood On Your Hands – 4:41
9. Don't Stop – 3:45
10. Carry On – 4:56
11. Ride Into the Night – 4:01